# Cuchilla de las Pavas (Artigas)
Die Cuchilla de las Pavas ist eine Hügelkette in Uruguay.
Sie befindet sich im Norden des Landes auf dem Gebiet des Departamento Artigas in dessen südwestlichem Teil. Die Cuchilla de las Pavas erstreckt sich westlich der Stadt Baltasar Brum bis zum Arroyo Yacuy. Im Südosten trennt sie dabei in etwa der Arroyo de las Pavas von der dort gelegenen Cuchilla de Belén.